# Tommaso Leccisotti
Tommaso Leccisotti OSB (* 12. Oktober 1895 in Torremaggiore; † 3. Januar 1982 in Montecassino) war ein italienischer Benediktiner, Archivar der Abtei Montecassino und Historiker.

## Leben
Domenico Leccisotti war das älteste von zehn Kindern einer sehr wohlhabenden Grundbesitzerfamilie. Ab 1906 besuchte er die Klosterschule in Montecassino, die maturità classica erwarb er 1913 am Liceo Tulliano von Arpino. Bereits 1912 war er in das alunnato des Klosters eingetreten, 1914 begann er das Noviziat zusammen mit dem späteren Abt Ildefonso Rea. Als Ordensnamen wählte er Tommaso. Das Noviziat und das Studium an der Universität Rom wurden im April 1915 durch die Einberufung unterbrochen. Ein längerer Krankenurlaub ermöglichte 1916 den Abschluss des Noviziats, am 5. Juni 1917 konnte die feierliche Profess erfolgen. Nach der Entlassung aus dem Militärdienst, den er als Unterleutnant der Infanterie absolviert hatte, begann er im November 1919 das Theologiestudium an der römischen Benediktineruniversität Sant’Anselmo. Bereits vor dem Abschluss 1924 mit der laurea in sacra teologia hatte Leccisotti 1921 die Ewigen Gelübde abgelegt und 1922 die Priesterweihe aus der Hand des Bischofs von Sessa Aurunca erhalten. Daneben besuchte Dom Tommaso weiterhin die Vorlesungen von Pietro Fedele an der Sapienza und erlangte 1925 die laurea in lettere mit einer Studie über Erasmus von Montecassino.
Aus Rom in die Abtei zurückgekehrt, wurde er Bibliothekar und vollendete den im Zweiten Weltkrieg vernichteten Zettelkatalog. Bis 1943 unterrichtete er daneben in den Klosterschulen und von 1926 bis 1931 war er für die Novizenbetreuung mitverantwortlich. Zwischen Januar 1933 und September 1934 ordnete er im Auftrag des Mailänder Erzbischofs Kardinal Schuster das Archiv der erzbischöflichen Kurie und der Mensa Arcivescovile sowie die persönlichen Papiere des Kardinals. Zur 1400-Jahr-Feier der Gründung von Montecassino 1929 veröffentlichte er einen Beitrag zur Geschichte des Klosters und einen zur Geschichte der Benediktinerkongregation von Montecassino, regelmäßig publizieren konnte er allerdings erst nach seiner Rückkehr aus Mailand. 1935 erschienen eine Biografie des Benediktinerkardinals Giuseppe Benedetto Dusmet und der Benediktinernonne Maria Fortunata Viti, die von Paul VI. 1967 seliggesprochen wurde. Flächendeckend bearbeitete er die Geschichte der Cassineser Niederlassungen im nördlichen Apulien in der Capitanata, darunter der in seinem Heimatort Torremaggiore. 1943 musste er Montecassino verlassen, um die kurialen Behörden von der drohenden Gefahr zu unterrichten. Nach der Zerstörung der Abtei blieb er 13 Jahre in Rom in San Paolo fuori le Mura. Dort konnte er 1947 die Zeitschrift Benedictina gründen, die sich mit allen Aspekten des Benediktinertums wissenschaftlich auseinandersetzen sollte und deren Leitung er bis 1979 innehatte. Allerdings überwog der Anteil historischer Studien bei weitem.
1956 ernannte Abt Rea Dom Tommaso zum Archivar, dem die Ordnung des durch die kriegerischen Ereignisse in Mitleidenschaft gezogenen Archivs oblag. Unentbehrlich für die Forschung sind die von ihm begonnenen Regesten des Urkundenarchivs seiner Abtei, die ab 1964 in einer Reihe der staatlichen italienischen Archivverwaltung erschienen sind: Abbazia di Montecassino. I Regesti dell’Archivio. Alle Bände, die später unter Mitarbeit von Faustino Avagliano veröffentlicht wurden, enthalten umfangreiche Exkurse zur Geschichte des Archivs, der Archivare und anderer Themen aus der Geschichte des Klosters, auf die die jeweiligen Bestände ein Licht werfen. Während des Aufenthalts in Rom widmete er sich in Zusammenarbeit mit C. Tabarelli der Erschließung des Archivbestandes eines Klosters in Perugia, 1956 konnten die zwei Bände der Le carte di S. Pietro di Perugia erscheinen. Zu seinen Alterswerken gehört auch eine Geschichte seiner Familie: Memorie della famiglia Leccisotti, Torremaggiore 1978.